# Mohamed Bugorfa
Mohamed Bugorfa (9 de agosto de 1984) es un deportista argelino que compitió en judo. Ganó una medalla de bronce en el Campeonato Africano de Judo de 2009 en la categoría de –66 kg.

## Palmarés internacional
| Campeonato Africano | Campeonato Africano     | Campeonato Africano | Campeonato Africano |
| Año                 | Lugar                   | Medalla             | Categoría           |
| ------------------- | ----------------------- | ------------------- | ------------------- |
| 2009                | Puerto Louis (Mauricio) | Medalla de bronce   | –66 kg              |